# William Davies (paléontologue)
Pour les articles homonymes, voir William Davies et Davies.
William Davies, EPG, né le 13 juillet 1814, et mort le 13 février 1891, est un paléontologue britannique (gallois).

## Biographie
Davies est né le 13 juillet 1814 à Holywell, Flintshire. Son père est Thomas Davies et sa mère est Elizabeth Turner. Il étudie la botanique et commence en 1843 à travailler au département de géologie du British Museum, d'abord dans le domaine de la minéralogie, puis se spécialise plus tard dans la paléontologie des vertébrés. Le 1er avril 1846, il joint le Survey en tant que collecteur de fossiles. Davies aide Sir Antonio Brady dans son travail sur la collecte des fossiles de mammifères du Pléistocène, et Brady, reconnait sa dette envers Davies dans le Catalogue du Pléistocène Mammalia Ilford, Essex (1874). En excavant un grand crâne de mammouth, Davies utilise l'innovation d'entourer le fossile, dans le champ, de plâtre de Paris, renforcé par des barres de fer. En 1874, il sauve l'holotype de Dacentrurus. Davies reçoit la première médaille Murchisone de la Société Géologique de Londres en 1873, et est nommé fellow (FGS) en 1877. En 1875, il est nommé assistant, responsable de l'ensemble de la collection fossile du musée, et en 1880 est promu assistant de première classe. En 1880, Davies supervise le transfert des collections du musée vers de nouveaux bâtiments du  Musée d'Histoire Naturelle.
Davies est très actif dans la collecte et l'assemblage de fossiles de poissons. Il forme l'expert en poisson Arthur Smith Woodward. Davies au cours de sa vie publie quinze articles scientifiques. Le dinosaure Thecospondylus daviesi est nommé d'après lui. Il reste actif même pendant sa retraite et rédige de nombreuses publications de paléontologie. On a dit de William Davies que « Ses vastes connaissances sont toujours au service des autres, car il est l'un de ces hommes qui se soucient plus de l'avancement de la science que de lui-même. ».
Davies prend sa retraite en 1887 ; il meurt à son domicile de Labdens, Colliers End, Hertford, le 13 février 1891.

## Famille
Davises s'est marié deux fois et a deux enfants (un fils et une fille) avec sa première femme. Son fils, Thomas Davies (1837-1892), devient minéralogiste, rédacteur en chef du magazine Mineralogical Magazine, et comme son père travaille au British Museum.